# Condado de Ogle
O Condado de Ogle é um dos 102 condados do Estado americano de Illinois. A sede do condado é Oregon, e sua maior cidade é Oregon. O condado possui uma área de 1 977 km² (dos quais 11 km² estão cobertos por água), uma população de 51 032 habitantes, e uma densidade populacional de 26 hab/km² (segundo o censo nacional de 2000). O condado foi fundado em 16 de janeiro de 1836.